# Juryj Hołub
Juryj Alaksandrawicz Hołub (biał. Юрый Аляксандравіч Голуб, ros. Юрий Александрович Голуб, Jurij Aleksandrowicz Gołub; ur. 16 kwietnia 1996 w Hłusku) – białoruski niewidomy biegacz narciarski i biathlonista, czterokrotny medalista igrzysk paraolimpijskich (2018), brązowy medalista mistrzostw świata (2017).

## Życiorys
Zaczął uprawiać narciarstwo w wieku sześciu lat. W 2016 roku zadebiutował w reprezentacji Białorusi, startując w Pucharze Świata w biegach narciarskich w Vuokatti.
W 2017 roku po raz pierwszy wystartował na narciarskich mistrzostwach świata osób niepełnosprawnych. Podczas mistrzostw w Finsterau zdobył brązowy medal w biegu narciarskim na 10 km techniką dowolną. Zajął ponadto czwarte miejsce w biegu na 20 km stylem klasycznym, piąte miejsce w sztafecie, siódme miejsce w sprincie stylem dowolnym i ósme miejsce w biathlonowym biegu na 7,5 km.
W marcu 2018 roku zadebiutował w igrzyskach paraolimpijskich, startując w Pjongczangu. Wystąpił w rywalizacji niewidomych biathlonistów i biegaczy narciarskich. W biathlonie zdobył dwa medale – złoty w biegu na 12,5 km oraz srebrny na 7,5 km. W zawodach, które wygrał, uzyskał czas 39 min 23,7 s i pięciokrotnie spudłował na strzelnicy. Pozwoliło mu to zwyciężyć z przewagą 2,7 s nad drugim zawodnikiem. W dniu zwycięstwa gratulacje złożył zawodnikowi prezydent Białorusi, Alaksandr Łukaszenka.
W biegach narciarskich Hołub został wicemistrzem paraolimpijskim w biegu na 20 km i brązowym medalistą w biegu na 10 km. Wystąpił również w rywalizacji sztafet, zajmując czwartą pozycję, oraz w sprincie techniką klasyczną, plasując się na dziewiątym miejscu.